# Элементы языка по Хокетту
Элементы языка по Хокетту — набор элементов, которые характеризуют человеческий язык и отличают его от общения животных. Были описаны лингвистом Чарльзом Ф. Хокеттом в 1960-х годах, как конструктивные особенности языка. Первоначально Хокетт считал, что существует 13 конструктивных элементов. В то время как общение приматов, по Хоккету, использует первые девять элементов, последние четыре ( смещение, продуктивность, культурная передача и двойственность) характерны для человеческих языков.  Позже Хокетт добавил в этот список уникальность человеческих качеств — уклончивость, рефлексивность и обучаемость. Он утверждал, что даже самые простые человеческие языки обладают этими 16-ю  элементами.

## Чарльз Хокетт
Чарльз Хокетт был американским лингвистом и антропологом, жившим с 1916 по 2000 год. Окончил Йельский университет в 1939 году, а затем преподавал в Корнелле и Райсе. Внес значительный вклад в структурную лингвистику, а также в изучение индейских, китайских и фиджийских языков. Его работа была сосредоточена в основном на подробном лингвистическом анализе, особенно морфологии и фонологии, а также на концепциях и инструментах, которые облегчали такой анализ. Вплоть до 1950-х годов язык в основном рассматривался как социально-поведенческий феномен. Этому тезису бросил вызов Ноам Хомский, утверждавший, что язык биологически обоснован и врожден. Хомский считал, что у людей есть универсальная грамматика, которая объединяет все языки. Хокетт решительно выступал против этой   концепции Хомского.  Хокетт наиболее известен тем, что определил то, что он назвал структурными особенностями языка, что подтверждало его убеждение об общности человеческих языков.

## Конструктивные особенности языка
Вокально-слуховой канал. Относится к идее, что говорение/слух — это способы, которыми люди используют речь. Когда Хокетт впервые определил эту особенность, он не принял во внимание язык жестов, который отражает идеологию устной речи, преобладавшую в то время. С тех пор эта функция была изменена и теперь включает другие каналы речи, такие как тактильно-визуальный или химико-обонятельный.
Широковещательная передача и направленный прием. Когда люди говорят, звуки передаются во всех направлениях; однако слушатели воспринимают направление, откуда доносятся звуки. Точно так же говорящие стороны ведут трансляцию потенциально всем, кто находится в зоне прямой видимости, а слушатели видят говорящего. Это характерно для большинства форм общения человека и животных.
Временность. Временность, также называемая быстрым угасанием, относится к краткосрочному воздействию языка. Звуки языка существуют лишь короткий период времени, после чего они перестают восприниматься. Звуковые волны быстро исчезают, как только говорящий прекращает говорить. Напротив, другие формы общения, такие как письмо и инка-хипу (завязывание узлов), более постоянны.

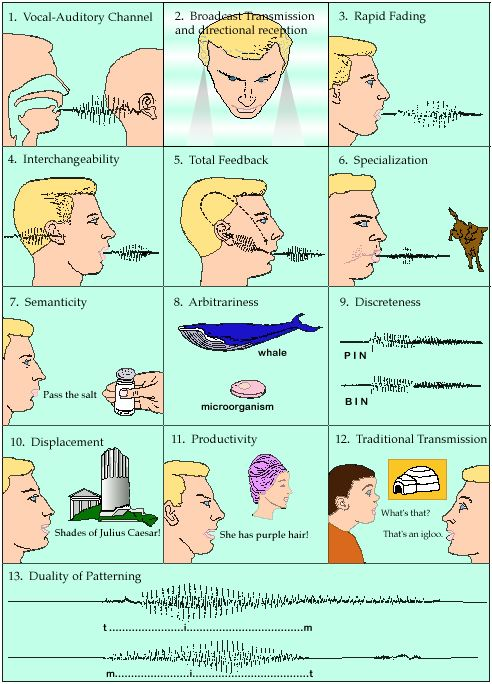

Взаимозаменяемость. Относится к идее, что люди могут передавать и получать идентичные лингвистические сигналы; люди не ограничены в типах сообщений, которые они могут сказать или услышать. Можно сказать: «Я мальчик», даже если ты девочка. Это не следует путать с ложью (уклонение): важно то, что говорящий может физически создавать любые сообщения независимо от их истинности или отношения к говорящему. Другими словами, все, что можно услышать, можно и сказать. 
Полная обратная связь Носители языка могут слышать свою речь и могут контролировать и изменять то, что они говорят, во время произнесения.  
Специализация. Целью лингвистических сигналов является общение, а не какая-либо другая биологическая функция. Когда люди говорят или жестикулируют, это обычно делается намеренно. 
Семантика. Конкретные звуковые сигналы напрямую связаны с определенными значениями.
Произвольность Языки обычно состоят как из произвольных, так и из знаковых символов. Для подавляющего большинства других символов не существует внутренней или логической связи между звуковой формой (сигналом) и тем, к чему она относится. Таким образом, почти все имена, которые человеческий язык приписывает объекту, произвольны: слово «автомобиль» не имеет ничего общего с реальным автомобилем. Произнесенные слова на самом деле не имеют ничего общего с объектами, которые они представляют. Это также подтверждается тем фактом, что разные языки приписывают одному и тому же объекту очень разные имена.  
Дискретность. Лингвистические представления можно разбить на небольшие дискретные единицы, которые объединяются друг с другом определенным образом. Они воспринимаются дискретно, а не непрерывно. Например, в английском языке число обозначается морфемой множественного числа /s/, которую можно добавлять к концу любого существительного.  Дискретность выражается в том, что невозможно выражать меньшие или большие количества, варьируя громкость произношения /s/.
Смещение (Displacement). Смещение относится к тому, что люди могут говорить о вещах, которых физически нет или даже не существует. Выступающие могут говорить о прошлом и будущем, выражать надежды и мечты. Речь человека не ограничивается здесь и сейчас. Смещение — одна из особенностей, отличающая человеческий язык от других форм общения приматов.
Продуктивность Продуктивность означает, что пользователи языка могут создавать и понимать новые высказывания. Люди способны производить неограниченное количество высказываний. С продуктивностью также связана концепция грамматического паттерна, которая облегчает использование и понимание языка. Язык не стоит на месте, а постоянно меняется. Постоянно создаются новые идиомы, и значение сигналов может меняться в зависимости от контекста и ситуации.
Традиционная передача. Традиционная передача, также известная как культурная передача, представляет собой идею о том, что, хотя люди рождаются с врожденными языковыми способностями, язык изучается после рождения в социальной среде. Она кардинально отличается от идеи Хомского об универсальной грамматике, а скорее подразумевает, что люди учатся говорить, взаимодействуя с опытными носителями языка. Примечательно, что в этой конструкции язык и культура переплетаются  и функционируют совместно для овладения языком .
Двойственность формирования паттернов. Значимые сообщения состоят из отдельных более мелких значимых единиц (слов и морфем ), которые сами состоят из отдельных более мелких  единиц, не обладающих смыслом ( фонем ).
Уклонение. Уклонение – это способность обманывать. Используя язык, люди могут делать ложные или бессмысленные утверждения. Это важное отличие по сравнению с общением животных. Хотя коммуникация животных может отображать некоторые другие конструктивные особенности, предложенные Хокеттом, коммуникация животных не способна лгать или выдумывать что-то несуществующее.
Рефлексивность. Люди могут использовать язык, чтобы говорить о языке. Рефлексивность также является определяющей чертой человеческого языка и не свойственна общению животных. Благодаря рефлексивности люди могут описывать, что такое язык, говорить о структуре языка и обсуждать идею языка с другими.
Обучаемость. Языку можно научиться. Точно так же, как говорящий изучает свой первый язык, он может изучать и другие языки. Маленькие дети изучают язык легко; однако овладение языком ограничено критическим периодом, и оно становится более трудным впоследствии.
Как отмечает известный лингвист Стивен Пинкер, деление языка на независимые дискретные комбинаторные системы: систему, соединяющую не имеющие значения звуки в морфемы, обладающие значением, и системы, соединяющие значащие морфемы в также имеющие значения слова, фразы и предложения, — это основная особенность устройства человеческого языка, которую Чарльз Хоккет назвал его «структурной двой ственностью».

## Конструктивные элементы в общении животных
Хокетт отличал язык от общения. Хотя почти все животные каким-то образом общаются, система общения считается языком только в том случае, если она обладает всеми вышеперечисленными элементами. Некоторые системы связи животных впечатляюще сложны в том смысле, что они обладают значительным количеством конструктивных особенностей, предложенных Хокеттом.